# Livingston, New Jersey
Livingston är en kommun (township) i Essex County i New Jersey. Kommunen har fått sitt namn efter William Livingston som var en av USA:s grundlagsfäder. Enligt 2010 års folkräkning hade Livingston 29 366 invånare.

## Kända personer från Livingston
- Jozy Altidore, fotbollsspelare
- Bobbi Kristina Brown, artist
- Chelsea Handler, komiker
- Brian Jamieson, roddare
- Jared Kushner, affärsman
- Artie Lange, komiker